# Karl Hess
Karl Hess (nacido como Carl Hess III; 25 de mayo de 1923 - 22 de abril de 1994) fue un escritor de discursos y autor estadounidense. También fue filósofo político, editor, soldador, piloto de motos, objetor de impuestos y activista libertario. Su carrera incluyó períodos en la derecha republicana y la Nueva Izquierda antes de abrazar una mezcla de libertarismo de izquierda y anarcocapitalismo laissez-faire, un término que se atestigua por primera vez en su ensayo de 1969 "La muerte de la política". Más adelante en su vida, resumió su papel en la economía al señalar "Soy de profesión un comerciante libre (artesanía e ideas, carpintería, soldadura y escritura)".

## Vida

### Primeros años
Hess nació en Washington D. C., y se mudó a Filipinas cuando era niño. Sus padres eran de ascendencia alemana y española. Cuando su madre descubrió la infidelidad marital de su padre, se divorció de su rico marido y regresó (con Karl) a Washington. Ella rechazó la pensión alimenticia o la manutención de sus hijos y aceptó un trabajo como telefonista, criando a su hijo en circunstancias muy modestas.
La madre de Karl fomentaba la curiosidad y el aprendizaje directo. A menudo insistía en que Karl descubriera las cosas por sí mismo o aumentara sus conocimientos mediante la lectura. Karl, que creía (como su madre) que la educación pública era una pérdida de tiempo, rara vez asistía a la escuela; para evadir a los funcionarios encargados de controlar el absentismo escolar, se inscribió en todas las escuelas primarias de la ciudad y gradualmente se retiró de cada una, lo que hizo imposible que las autoridades supieran exactamente dónde se suponía que debía estar. Había desarrollado una gran reverencia por las bibliotecas; esto se convirtió en algo muy básico para su filosofía personal, y en su autobiografía escribió: "La alfabetización es la herramienta básica en el taller del mundo entero".
De joven, Karl jugó al tenis, aprendió puntería y practicó esgrima. Más tarde aprendió a fabricar armas. Abandonó oficialmente sus estudios a los 15 años y se puso a trabajar para la Mutual Broadcasting System como redactor de noticias por invitación de Walter Compton, un comentarista de noticias de la Mutual que residía en el edificio donde la señora Hess operaba la centralita. Hess continuó trabajando en los medios de comunicación y a los 18 años era editor asistente de la ciudad de The Washington Daily News.
A principios de la Segunda Guerra Mundial, Hess se alistó en el Ejército de los EE. UU. en 1942. Fue dado de baja cuando descubrieron que había contraído malaria en Filipinas.
Más tarde fue editor de Newsweek y The Fisherman. Trabajó como redactor y, a veces, como freelance para varias publicaciones periódicas anticomunistas. En la década de 1950 trabajó para Champion Papers and Fiber Company. Le consternó que la gente de la parte gerencial del mundo corporativo pareciera más interesada en el progreso personal que en hacer un buen trabajo. En Champion, sus jefes lo alentaron a involucrarse en la política conservadora para el beneficio de la empresa. Al hacerlo, conoció al senador de Arizona Barry Goldwater y a muchos otros republicanos prominentes, comenzando así la época republicana de su vida.
En su libro Dear America (Querida América), Hess escribió que se hizo ateo porque su trabajo temporal como asistente forense cuando tenía 15 años lo dejó convencido de que las personas eran simplemente seres de carne y hueso sin vida después de la muerte. En consecuencia, dejó de asistir a la iglesia (había sido un devoto católico romano). Años más tarde, mientras estaba de permiso en Champion y trabajaba para el American Enterprise Institute (AEI), volvió a asistir a la iglesia porque prácticamente todos sus colegas del AEI lo hacían. Su regreso no hizo más que reforzar su ateísmo; un domingo por la mañana, mientras soportaba un servicio con su hijo pequeño sentado en su regazo, Hess se disgustó consigo mismo por exponer a su hijo a una institución que él mismo había rechazado.

### Vida política
Hess fue el principal autor de las plataformas del Partido Republicano de 1960 y 1964. En el período previo a las elecciones presidenciales de 1964, Hess trabajó en estrecha colaboración con Barry Goldwater. Llegó a considerar a Goldwater un hombre de carácter intachable, un conservador que sostenía una serie de importantes convicciones libertarias. Hess trabajó como redactor de discursos y exploró la ideología y la política. Se le consideraba ampliamente el autor de la famosa frase de Goldwater: "El extremismo en la defensa de la libertad no es un vicio; la moderación en la búsqueda de la justicia no es una virtud", pero reveló que la había encontrado en una carta del historiador de Lincoln, Harry Jaffa, y más tarde se enteró de que era una paráfrasis de un pasaje de Cicerón. Más tarde llamó a esta su fase de "Guerrero Frío".
Tras la campaña presidencial de 1964, en la que Lyndon Johnson derrotó a Goldwater, Hess se desilusionó de la política tradicional y se volvió más radical. Hess y otros miembros del equipo perdedor se habían convertido en marginados dentro del Partido Republicano nacional debido a su apoyo al controvertido Goldwater. Hess sintió que los republicanos lo habían purgado y se alejó por completo de la política a gran escala.
En 1965, Hess empezó a andar en motocicleta. Su necesidad de reparar ocasionalmente sus motocicletas lo llevó a interesarse por la soldadura (que aprendió en la Escuela Vocacional Bell en 1967). Las habilidades de soldadura le dieron algo con lo que podía trabajar. Al principio, estableció una sociedad comercial con un compañero graduado de Bell para realizar trabajos de soldadura industrial en el lugar. Con el tiempo, su habilidad lo llevó a involucrarse en la escultura de metal soldado.
Todo esto ocurrió casi al mismo tiempo que su divorcio de su primera esposa. A partir de entonces Hess criticó públicamente a las grandes empresas, la hipocresía de los suburbios estadounidenses y el complejo militar-industrial. Aunque ya había superado la edad universitaria, Hess se unió a Estudiantes por una Sociedad Democrática, colaboró con el Partido Pantera Negra y protestó contra la guerra de Vietnam.
Después de su trabajo en la campaña de Goldwater, Hess fue auditado por el Servicio de Impuestos Internos, que él creía que era una represalia por su apoyo al candidato perdedor. En respuesta, envió al IRS una copia de la Declaración de Independencia con una carta diciendo que nunca volvería a pagar impuestos. Hess afirmó que el IRS amenazó con poner un gravamen sobre todas sus propiedades y el 100 % de sus ganancias futuras. A partir de entonces, su esposa lo mantuvo económicamente y utilizó el trueque para mantenerse a flote.
En 1968, Richard Nixon fue elegido presidente y Barry Goldwater regresó al Senado como senador júnior de Arizona. Hess, a pesar de ser ahora miembro de la Nueva Izquierda, había escrito recientemente algunos discursos para Goldwater y había reanudado su estrecha relación personal; había llegado a la conclusión de que no se debería obligar a los hombres estadounidenses a realizar el servicio militar e instó a Goldwater a presentar una legislación para abolir el servicio militar obligatorio. Goldwater respondió: "Bueno, esperemos a ver qué quiere hacer Dick Nixon al respecto". Hess despreciaba a Nixon casi tanto como admiraba a Goldwater y no podía tolerar la idea de que Goldwater se sometiera a Nixon. Así terminó una de las asociaciones profesionales más cercanas de Hess, y la situación comprometió significativamente una de sus amistades más profundas. (Nixon abolió el servicio militar obligatorio durante su presidencia, con el apoyo de Goldwater). Por cierto, tanto Hess como Nixon morirían el mismo día, el 22 de abril de 1994.
Hess comenzó a leer a los anarquistas estadounidenses en gran medida por las recomendaciones de su amigo Murray Rothbard. Hess dijo que al leer las obras de Emma Goldman descubrió que los anarquistas creían en todo lo que él había esperado que representara el Partido Republicano, y que Goldman era la fuente de las mejores y más esenciales teorías de Ayn Rand sin nada del "solipsismo loco que tanto le gustaba a Rand".
De 1969 a 1971, Hess editó The Libertarian Forum con Rothbard.
Hess había llegado a centrar su atención en la pequeña escala, en la comunidad. Decía: "La sociedad es: gente unida creando cultura". Consideraba que dos de sus principios sociales cardinales eran "la oposición a la autoridad política central" y "la preocupación por las personas como individuos". Su rechazo a la política partidista estadounidense estándar se reflejó en una conferencia que dio durante la cual dijo: "Los demócratas o liberales piensan que todo el mundo es estúpido y por lo tanto necesitan a alguien... que les diga cómo comportarse. Los republicanos piensan que todo el mundo es perezoso..."
En 1969 y 1970, Hess se unió a otros, entre ellos Murray Rothbard, Robert LeFevre, Dana Rohrabacher, Samuel Edward Konkin III y el exlíder de Estudiantes por una Sociedad Democrática (SDS) Carl Oglesby para hablar en dos conferencias de "izquierda-derecha" que reunieron a activistas tanto de la Vieja Derecha como de la Nueva Izquierda en lo que estaba surgiendo como un movimiento libertario naciente.
Como parte de su esfuerzo por unir el libertarismo de derecha e izquierda, Hess se unió al SDS y a los Trabajadores Industriales del Mundo (IWW), de los que explicó: "Solíamos tener un movimiento obrero en este país, hasta que los líderes de la IWW fueron asesinados o encarcelados. Se notaba que los sindicatos habían quedado cautivos cuando las empresas y el gobierno empezaron a elogiarlos. Ahora están destruyendo a los líderes negros militantes de la misma manera. Si la matanza continúa, en poco tiempo los liberales se preguntarán: '¿Qué pasó con los negros? ¿Por qué ya no son militantes?'"
En la década de 1980, Hess se unió al Partido Libertario, fundado en 1971, y fue editor de su periódico entre 1986 y 1990.

## Experimento Adams-Morgan y regreso a la tierra
Hess fue uno de los primeros promotores del movimiento de "regreso a la tierra" y su enfoque en la autosuficiencia y las pequeñas comunidades se debió en parte a un mandato gubernamental. Según un obituario de Libertarian Party News, "cuando el Servicio de Impuestos Internos confiscó todas sus propiedades y puso un gravamen del 100 por ciento sobre todas sus ganancias futuras, Hess (que había aprendido soldadura en la Escuela Vocacional Bell) sobrevivió intercambiando su trabajo por comida y bienes".
La vida de Hess como soldador le permitió establecer una relación con un segmento muy amplio de la población estadounidense formada por trabajadores manuales. Con el tiempo llegó a la convicción de que prácticamente nadie en la política nacional se identificaba ya con esa gente. La rebelión de Hess contra el gigantismo público reflejaba una desconfianza hacia las grandes corporaciones y hacia el gran gobierno. Después de que Hess se hiciera amigo de la Nueva Izquierda y de círculos afines, empezó a conocer a los jóvenes entusiastas de la nueva generación de tecnologías apropiadas(ejemplificados, a principios de los años 1970, en los editores y lectores del Whole Earth Catalog y de Mother Earth News).
A principios de los años 70, Hess se involucró en un experimento con varios amigos y colegas para poner una tecnología autoconstruida y gestionada al servicio directo de la vida económica y social del barrio (en aquel momento) pobre y mayoritariamente afroamericano de Adams-Morgan en Washington D. C. Fue el barrio en el que Hess pasó su infancia. Posteriormente, Hess escribió un libro titulado Community Technology en el que contaba la historia de este experimento y sus resultados. Según Hess, los residentes habían apostado con vehemencia por la democracia participativa y, durante un tiempo, el barrio pareció un terreno fértil para el crecimiento de la identidad y la capacidad comunitarias.
Gran parte de la experimentación tecnológica que Hess y otros llevaron a cabo allí tuvo éxito en términos técnicos (se construyeron aparatos, se cultivaron alimentos, se captó energía solar, etc.). Por ejemplo, Hess escribió: "En un experimento llevado a cabo por el autor y sus asociados, un espacio de sótano en el centro de la ciudad, de aproximadamente treinta por cincuenta pies, fue suficiente para albergar tanques de madera contrachapada en los que se produjeron truchas arco iris a un costo de menos de un dólar por libra. En una producción regular, se estimó que la cantidad total de peces que se pueden criar en un área de sótano de ese tipo sería de cinco toneladas por año". En este período, impartió cursos y conferencias sobre tecnología apropiada y cambio social en el Instituto de Ecología Social en Vermont. No obstante, el vecindario Adams-Morgan, que continuaba con lo que él consideraba un camino de deterioro social y gentrificación inmobiliaria, se negó a dedicarse a expandir la tecnología. Por lo tanto, en su opinión, una comunidad necesitada obtenía poco valor de la aplicación de tecnología viable.
Posteriormente, Hess y su esposa, Therese, se mudaron a la zona rural de Opequon Creek, entre Martinsburg y Kearneysville, Virginia Occidental, donde él instaló un taller de soldadura como apoyo parcial para su hogar. Allí se involucró profundamente en los asuntos locales. Hess construyó una casa asequible que dependía en gran medida de la calefacción solar pasiva, y se interesó en la energía eólica y en todas las formas de energía solar. La casa que construyeron era una estructura de 2000 pies cuadrados calentada por el sol y protegida por la tierra, construida principalmente con su propia mano de obra y con un costo de solo $ 10,000 (dólares de mediados de la década de 1970). Adquirieron la mayoría de las herramientas necesarias para la construcción y los electrodomésticos necesarios para una vida moderna y cómoda, de segunda mano. A fines de la década de 1970, Hess vio la energía solar como un símbolo de descentralización y la energía nuclear como un símbolo de organización central.
Hess escribió para un boletín de supervivencia titulado Personal Survival ("P.S.") Letter, que se publicó entre 1977 y 1982. Fue publicado y editado por primera vez por Mel Tappan. En el mismo período, Hess escribió el libro A Common Sense Strategy for Survivalists.
Hess llevó a cabo una campaña simbólica para gobernador de Virginia Occidental en 1992. Cuando un periodista le preguntó cuál sería su primer acto si fuera elegido, bromeó: "Exigiré un recuento inmediato".

## Legado
En un artículo de opinión de la agencia Reuters de 2012, Maureen Tkacik afirmó que Karl Hess era el abuelo ideológico del movimiento anti-1 %, lo que lo convertía en el antecedente directo de pensadores como Ron Paul y tanto del movimiento Tea Party como del movimiento Occupy. Cita el argumento detallado que Hess, en su fase libertaria, presentó en su libro Dear America para delinear y denunciar la concentración extrema de poder en manos de una pequeña élite financiera y accionaria. Tkacik cita pasajes del libro de Hess para demostrar que Hess desarrolló el lenguaje del 1 % frente al 99 % (los primeros son aquellos cuyo papel, según Hess, es demostrablemente perjudicial para la gran mayoría de los estadounidenses).

## Películas
Karl Hess: Toward Liberty es una película documental que ganó el Oscar por mejor cortometraje documental en 1981, después de haber ganado un Premio de la Academia de Estudiantes. Otro destacado documental con Hess fue Anarchism in America (1983).